# クライブ・シンクレア
クライブ・マールス・シンクレア（英: Clive Marles Sinclair、1940年7月30日 - 2021年9月16日）は、イギリスの起業家、発明家。

## 人物
1972年に世界初の薄型電卓 Sinclair Executive を発明し、1970年代後半から1980年代前半にかけては ZX80、ZX81、ZX Spectrum といったパーソナルコンピュータを開発した。ZX80 はイギリスで初めて£100以下で大量販売されたパソコンである。シンクレアは十代の頃からエレクトロニクスと小型化に魅了されてきた。Practical Wireless や Instrument Practice といった雑誌の編集助手として働いて資金を稼ぎ、1961年に Sinclair Radionics を創業した。
ポーカープレーヤーでもあり、ポーカーを扱ったイギリスのテレビ番組 Late Night Poker にも出演していた。また、別のポーカー番組 Celebrity Poker Club では第一シリーズでキース・アレンを打ち破って優勝した。
折りたたむと非常に小さくなる軽量（約5.5kg）な折りたたみ自転車 A-bike を発明した。

## 学生時代まで
シンクレアの父も祖父も技術者で、ヴィッカース造船所で働いていた。祖父のジョージ・シンクレアは発明好きの船舶技師で、機雷を一掃する防雷具の開発に関わった。父のビル・シンクレアは技術者としてのシンクレア家の伝統を破って、修道会に入ろうとしたり、ジャーナリストになろうとした。しかし、ジョージの説得もあって結局機械技師になった。第二次世界大戦が始まった1939年、ビルはロンドンで機械の製造販売を行う会社を経営していたが、後に軍需省で働くようになった。
クライブ・シンクレアは1940年、ロンドンのリッチモンド近くで生まれた。空襲を避けるため、母と共にデヴォンのテイマンスにある叔母の家に身を寄せた。間もなくリッチモンドの自宅が爆撃されたことを知らせる電報が届いた。父のビル・シンクレアはバークシャーのブラックネルにある家を新たに購入した。シンクレアの弟イアンは1943年、妹フィオナは1947年に生まれた。
クライブは水泳とボートが得意だった。祖父ジョージの影響もあってか、幼い頃に潜水艦を設計している。スポーツにはあまり興味がなく、学校でも周りから浮いていた。彼は大人と行動を共にすることを好んだが、当時それができるのは家族だけだった。
シンクレアは Box Grove 私立学校に入学した。学校では数学に才能を発揮した。10歳になったころ、父の会社の経営が悪化した。彼は工作機械から転進し、アメリカから小型トラクターを輸入販売する計画を立てたが、最終的には事業をたたんだ。父の財政問題のため、シンクレアは何度も転校を繰り返すことになった。シンクレアは1955年にロンドンの高校でGCE（イギリスの全国統一試験）のO-レベルに合格し、St. George's College, Weybridge で物理学と数学のAレベルに合格した。
彼は当初、カフェで芝刈りや皿洗いのアルバイトをしていた。その後、休日にエレクトロニクス企業でバイトをするようになった。Solatron という会社で働いていたとき、彼は技術者に電気で推進する自動車の可能性を尋ねた。Mullard社での休日のバイトに応募するため、彼は自分の設計した回路を送ったが、理論的早熟さが仇となって採用されなかった。学校では目立たなかったが、Practical Wireless 誌に記事を書いていた。
18歳の誕生日の直前に学校を辞めたシンクレアは大学に行くつもりはなかった。そのとき既に、ホビースト向けに電子キットを通信販売しようと考えていた。

## 経歴

### Sinclair Radionics
シンクレアの Micro Kit のアイデアは、A-レベルの試験を受ける3週間前の1958年7月19日にノートに書かれていた。シンクレアは、Model Mark I と名づけたラジオの回路図と部品表を書き、コストが詳細に計算し、さらに雑誌への広告掲載費用も計算していた。シンクレアは月産1000個で、部品をどれだけ注文し、どれだけ値引きしてもらえるかなどを見積もっていた。
1959年1月、彼の書いた本 Practical transistor receivers Book 1 が Bernard's Publishing から出版され、同年中に増刷された（その後も9回増刷された）。また、ステレオに関するハンドブックも書き、1959年6月に出版された（14年間で7回増刷された）。シンクレアが Bernard's の従業員として書いた最後の本は Modern Transistor Circuits for Beginners で、1962年5月に出版された。この間、彼は Bernard Babani に雇われ、13冊の実用的技術書を生み出した。
シンクレアはついに自分のビジネスを開始することを決心した。1961年、Sinclair Radionics Ltd. として会社名を届け出た。Sinclair Electronics は既に存在していたためである。Sinclair Radio は使われていなかったが、シンクレアにはふさわしいと思えなかった。1961年7月25日、Sinclair Radionics を設立した。
シンクレアは発明品を広告し部品を購入するのに必要な資金を調達する試みを2回行った。彼はプリント基板キットを設計し、いくつかの技術をライセンス提供した。そして小型トランジスタラジオの設計を行い、それをキット形態で生産するための後援者探しに時間を費やした。最終的に、彼の会社の55%の権利を3000ポンドで購入してくれる人を見つけたが、取引は結局うまくいかなかった。
資金調達がうまくいかないため、彼はロンドンのフリート街近くの United Trade Press (UTP) という出版社で Instrument Practice 誌の編集者として働くことになった。同誌にシンクレアの名前が編集助手として出るようになったのは1962年3月からである。シンクレアはプレーナー型シリコントランジスタの製法とその特性を紹介し、1962年末までに入手可能になって欲しいと希望を述べていた。シンクレアは以前よりさらに小型化に魅入られていった。シンクレアは半導体デバイスの特性調査を引き受け、その結果は1962年9月から1963年1月の間、4回にわたって連載された。
彼の名は1969年4月まで同誌上に見られた。UTPを通してシンクレアは36もの製造業者の数千のデバイスに触れることができた。彼は Semiconductors Ltd に連絡し、同社が不合格とした部品を自分で修理して使うので売って欲しいと申し出た。彼は小型ラジオの設計図を同社に渡す代わりに、同社のトランジスタ10000個を1個6ペンスで買い取る取引をした。それを独自の品質管理試験で調べ、4段階にレベル分けし、1ポンドが240ペンスの時代の当時、1個100ペンス前後で販売した。
Sinclair Radionics は1979年まで存続し、様々な製品と会社を生み出した。小型アンプを初めとして、同社は設計と品質とアイデアの斬新さで名が知られるようになった。大量生産による低価格化が全体的な方針であった。この考え方は当たれば巨万の富が得られるが、外れれば破産の危険がある。当初、その方針に必須の戦略はキット形式の生産だった。

### Science of Cambridge
Sinclair Radionics の戦略からの脱却を目指し、シンクレアが新たに設立した会社が1973年の Ablesdeal Ltd. である。その後何度か改称し、1977年7月に Science of Cambridge Ltd. となった。
1978年6月、Science of Cambridge はマイコンキット MK14 を作った。これは、SC/MP を使ったものである。1978年7月にはパーソナルコンピュータのプロジェクトが進行していたが、その NewBrain が100ポンド以下では販売できないと分かると、シンクレアはもっと単純なコンピュータを作ることにした。1979年5月、Science of Cambridge の技術者 Jim Westwood は ZX80 プロジェクトを開始し、その製品は1980年2月、キット形式では79.95ポンド、完成品では99.95ポンドで発売された。同年11月、Science of Cambridge は Sinclair Computers Ltd. と改称した。

### シンクレア・リサーチ

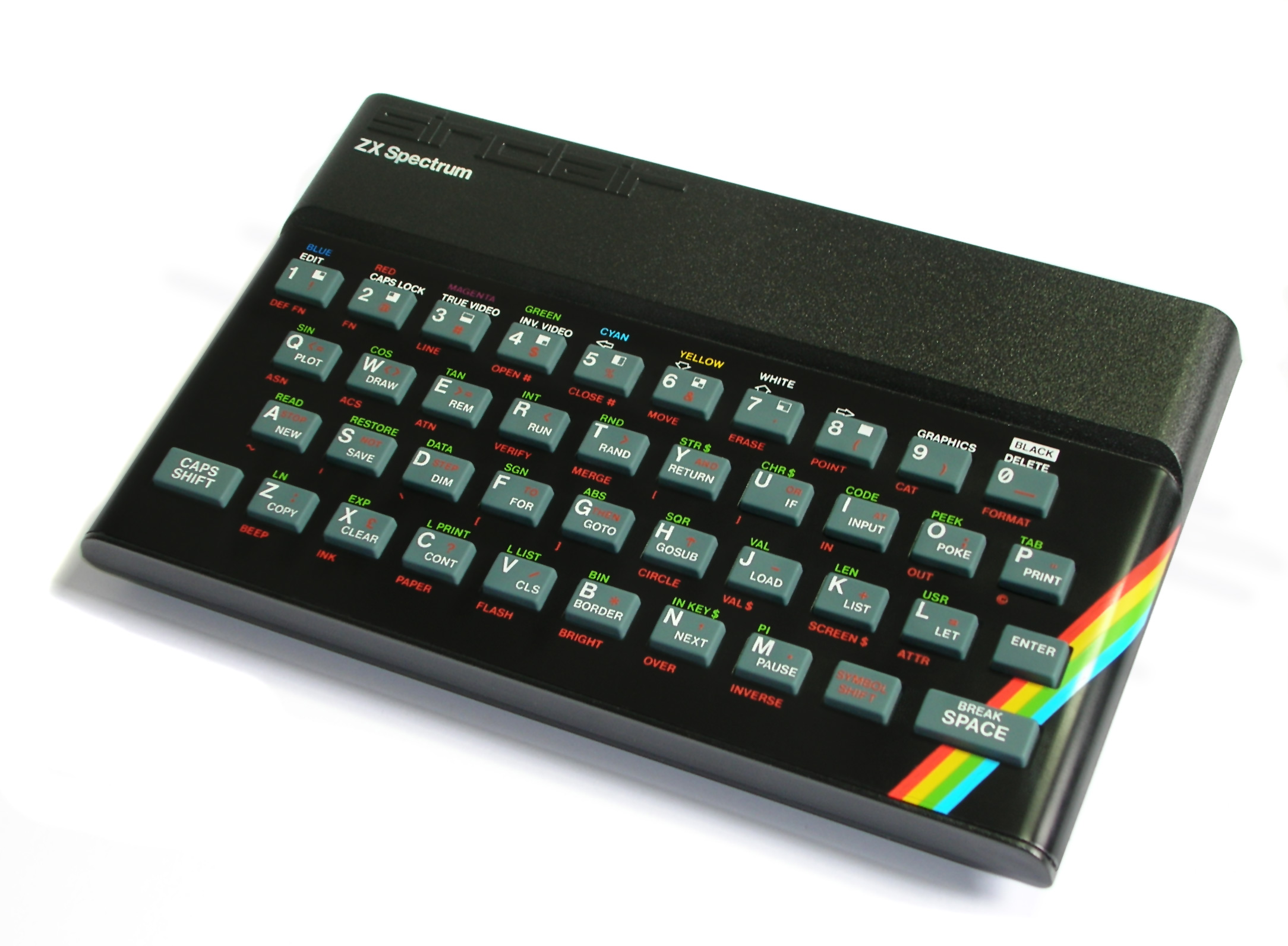
ZX Spectrum（1982年）

1981年3月、Sinclair Computers は Sinclair Research Ltd（シンクレア・リサーチ）と改称し、さらに低価格化したシンクレア ZX81 が通信販売されるようになった。価格はキットで49.95ポンド、完成品で69.95ポンド。1982年2月、タイメックスがシンクレアのコンピュータのアメリカ合衆国での製造販売のライセンス提供を受け、Timex Sinclair の名で販売することになった。同年4月、ZX Spectrum が発売された。価格はRAM16kB版は125ポンド、48kB版は175ポンド。1982年3月、同社の運転資金は2717万ポンドに達し、利益は855万ポンドとなった。なお、資金には政府がポータブルテレビ（TV80）開発に助成した 38万3000ポンドも含まれている。
翌年、シンクレアはナイトに叙された。また、電気自動車を開発する新たな企業 Sinclair Vehicles Ltd. を設立し、1985年の Sinclair C5 という電気自動車の発売につながっていく。
1984年、シンクレアはビジネス向けのコンピュータ Sinclair QL を発売した。ZX Spectrum の後継シリーズとして1985年には ZX Spectrum 128 が発売されている。
1986年4月、シンクレア・リサーチはシンクレアの商標とコンピュータ事業をアムストラッドに500万ポンドで売却した。シンクレア・リサーチは研究開発のみを行う企業となり、同時に新たなスピンオフ企業群の持株会社となった。傘下企業としては、Anamartic Ltd.（半導体）、Shaye Communications Ltd.（携帯電話）、Cambridge Computer Ltd.（携帯型コンピュータ、衛星放送受信機など） などがあった。
1990年には、シンクレア・リサーチはクライブ・シンクレア以外には2人の従業員だけとなった。
電動自転車 Zike や折りたたみ自転車 A-bike など、個人用の乗り物の開発に注力するようになっていた。
2021年9月16日、ロンドンの自宅で死去。81歳没。

## 私生活
シンクレアはイギリスのメンサのメンバーであり、1980年から1997年まで17年間、評議会議長を務めた。
シンクレアはコンピュータ業界に長年携わってきたが、インターネットは全く使っていない。